# Partidos políticos de Costa Rica

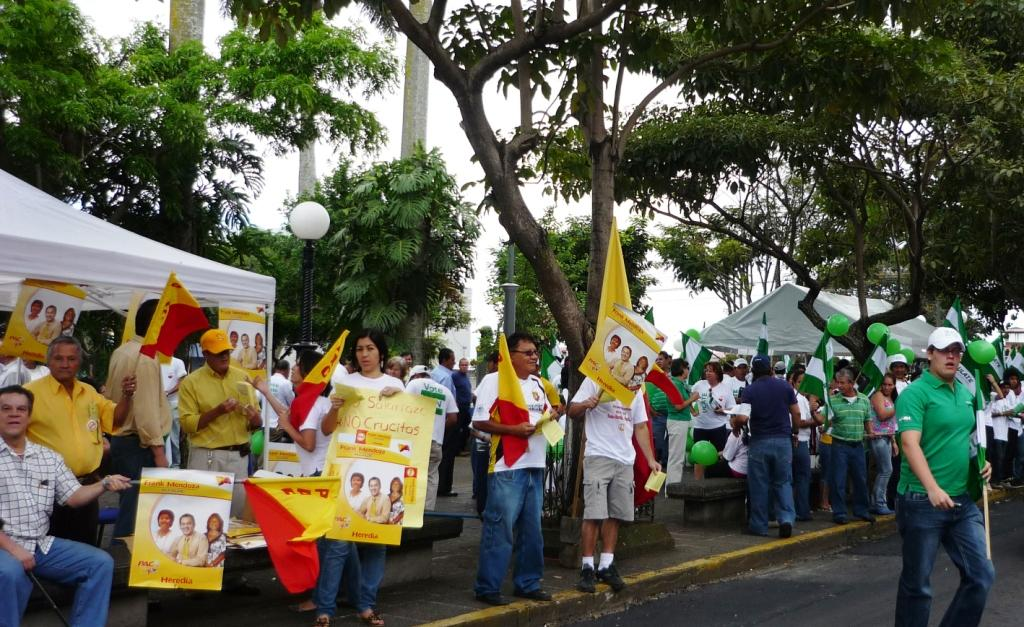
Simpatizantes de los partidos Acción Ciudadana y Liberación Nacional en 2010.

En Costa Rica los partidos políticos son organizaciones de participación política y una parte fundamental del sistema democrático del país. Según la ley que los regula, el Código Electoral, son el único mecanismo por el cual se puede acceder democráticamente a cargos de elección popular ya que nadie puede ser candidato de manera independiente o por alguna otra asociación de la sociedad civil. Si bien han sido ampliamente criticados por diversas fallas y algunos analistas consideran que sufren una crisis actualmente debido a escándalos de corrupción, elevado abstencionismo y pugnas internas, ciertamente que los partidos políticos tienen una larga historia en Costa Rica, han existido casi desde su formación como república democrática, y muchos de ellos tienen una larga tradición social, histórica y cultural que se extiende a varias generaciones.
La democracia en Costa Rica es una de las más sólidas y antiguas de América Latina y ha permanecido ininterrumpida desde 1948. A diferencia de otros países latinoamericanos, en Costa Rica no hubo dictaduras militares y gobiernos autoritarios tras la segunda mitad del siglo XX. y no ha habido golpes de estado en más de 60 años, por lo que a diferencia de otros países, los partidos políticos han tenido protagonismo en la vida política del país por muchas décadas. Si bien la democracia costarricense también ha sido duramente criticada por diversas fallas, carencias e ineficiencias, y se critica a los partidos políticos, especialmente los tradicionales, de no ser verdaderamente representativos, comunalistas, ni de defender ideologías coherentes, así como de haberse desvinculado de la sociedad civil y la ciudadanía defendiendo intereses particulares. Aunque algunos partidos emergentes o alternativos han intentado tomar medidas en contra de este proceso [cita requerida] y han creado espacios  para la participación ciudadana no partidaria y para integrar personas que no necesariamente sean militantes de su partido en la política.
De los partidos actualmente inscritos, tres han obtenido la presidencia de la República: el Partido Liberación Nacional, el Partido Unidad Social Cristiana (y sus predecesores ideológicos) y el Partido Acción Ciudadana, mientras que otros partidos como el Frente Amplio y el Movimiento Libertario han tenido mucha relevancia desde la oposición.
La Constitución de Costa Rica establece como obligatorio el voto, aunque en la práctica el abstencionismo no se sanciona. En total hay 19 partidos nacionales inscritos, 18 provinciales y 55 cantonales para un total de 161.

## Historia

### De los primeros partidos hasta 1948
En el siglo XIX, la política costarricense fue de naturaleza esencialmente personalista, ya que en Costa Rica no surgió la habitual división entre conservadores y liberales, típica de los países hispanoamericanos de la época. Los liberales tuvieron una hegemonía enorme habiendo electo a casi todos los presidentes por más de cien años y las pugnas político-partidarias solían darse principalmente entre facciones de liberales y caudillos.
Entre las primeras agrupaciones políticas que utilizaron un nombre para identificarse figuraron el Partido Convención Constitucional (1868), el Partido Liberal Progresista y el Partido Constitucional Democrático (1889). Sin embargo, el primer partido ideológico, que participó por primera vez en las elecciones legislativas de 1892, fue la Unión Católica, fundamentado en la doctrina social de la Iglesia. Por esta misma época surgieron el Partido Nacional (1892), Partido Independiente Demócrata (1893) y el Partido Civil (1893). Otra agrupación importante, que tuvo una prolongada existencia, fue el Partido Republicano, que en 1902, 1905 y 1913 postuló para la presidencia a Máximo Fernández Alvarado, y del cual surgió más tarde el Partido Republicano Nacional.
En 1922-1923 surgió el Partido Reformista, de corte socialcristiano, en 1929 un grupo de intelectuales funda el Partido Alianza de Obreros, Campesinos e Intelectuales, que se disuelve en 1931 para darle campo al Bloque de Obreros y Campesinos o Partido Comunista Costarricense.
En las elecciones de 1940 tres partidos buscaron la Presidencia: el Bloque de Obreros y Campesinos, el Convergencia y el Republicano Nacional, ganando este último. Luego el Bloque de Obreros y Campesinos buscó el beneplácito de la Iglesia católica cambiando su ideología y su nombre por Vanguardia Popular en 1943.
En 1948 surge una Guerra Civil entre dos bandos, los partidarios de Otilio Ulate Blanco del Partido Unión Nacional y sus aliados del Partido Social Demócrata y Demócrata liderados por José Figueres Ferrer (figuerismo) y el Dr. Rafael Ángel Calderón Guardia del Partido Republicano Nacional (calderonismo) aliados al comunista Partido Vanguardia Popular, resultando ganadores los figueristas que finalmente crearían el hegemónico Partido Liberación Nacional. Tras este suceso las elecciones comienzan a ser organizadas por el Tribunal Supremo de Elecciones y ya no por el gobierno.

### Después de la Guerra Civil de 1948
Después del traumático evento que partiría la historia costarricense en un antes y un después, con los líderes de los bandos políticos perdedores exiliados y sus partidos políticos ilegalizados en el caso de los comunistas y virtualmente proscritos en el caso del calderonismo, se convoca a las primeras elecciones tras el retorno de la democracia después de 18 meses de gobierno de facto. La brecha entre los dos bandos principales; el figuerismo y el calderonismo, dividiría a buena parte de la población por muchas décadas a futuro.
En las elecciones de 1953 hubo un índice de abstencionismo enorme, causado por los calderonistas que no votaron. Se postularon el Partido Liberación Nacional y el Partido Demócrata, venciendo el primero ampliamente y resultando electo José Figueres Ferrer.
En las de 1958 son tres los partidos que buscan la presidencia: El Partido Liberación Nacional, el Partido Unión Nacional y el Partido Independiente, ganando Unión Nacional y eligiendo como presidente a Mario Echandi Jiménez.
En 1962 la cifra aumenta a cuatro, Liberación Nacional, Partido Republicano Nacional, Unión Nacional y Partido Acción Democrática Popular, ganando el primero que postulaba a Francisco José Orlich Bolmarcich.
Para 1966 el Republicano Nacional y el Unión Nacional se coalicionan en el llamado Partido Unificación Nacional, que vence a Liberación Nacional y elige a José Joaquín Trejos Fernández. El éxito de la agrupación mantiene Unificación Nacional unida en 1970, donde comparte papeleta con Liberación Nacional, el Partido Demócrata Cristiano, el Partido Frente Nacional y el Partido Acción Socialista, donde se alza Liberación con la victoria y resulta elegido José Figueres Ferrer.
En 1974 eran ya ocho los partidos que buscaron el poder, Liberación Nacional, Partido Renovación Democrática, Demócrata, Acción Socialista, Unificación Nacional, Partido Nacional Independiente, Partido Socialista Costarricense y Demócrata Cristiano. Vence Liberación Nacional y el presidente electo es Daniel Oduber Quirós.
En 1978 los partidos Demócrata Cristiano, Partido Unión Popular, Partido Republicano Calderonista, y Renovación Democrática forman la Coalición Unidad, mientras que los partidos, Vanguardia Popular, Socialista Costarricense y Partido de los Trabajadores forman la Coalición Pueblo Unido. Van también en la papeleta Liberación Nacional, Organización Socialista de los Trabajadores, Nacional Independiente, Demócrata, Independiente, y Unificación Nacional. Vence la Coalición Unidad y Rodrigo Carazo Odio se convierte en presidente de Costa Rica.
En 1982 van en la papeleta Liberación Nacional, Coalición Unidad, Pueblo Unido, Independiente, Movimiento Nacional y Demócrata. Liberación Nacional se alza con la victoria y lleva a la presidencia a Luis Alberto Monge.

### Era bipartidista (1982-2002)
En 1986 la Coalición Unidad se fusiona permanentemente en el Partido Unidad Social Cristiana. Vanguardia Popular se separa del Pueblo Unido y se une al Frente Amplio Democrático, formándose la Alianza Popular. Además de estas tres coaliciones participan los partidos Independiente, Liberación Nacional y Alianza Nacional Cristiana. Vence Liberación Nacional y es Óscar Arias Sánchez su candidato.
En 1990 el Pueblo Unido desaparece y es vuelto a formar por el Partido del Pueblo Civilista y el Partido Democrático Popular. Además participan los partidos Independiente, Partido del Progreso, Alianza Nacional Cristiana, Unidad Social Cristiana, Partido Revolucionario de los Trabajadores en Lucha y Liberación Nacional. Gana la Unidad Social Cristiana y elige presidente a Rafael Ángel Calderón Fournier.
En 1994 no hay coaliciones participantes, sólo banderas independientes. Específicamente las de los partidos Unión Generaleña, Fuerza Democrática, Nacional Independiente, Liberación Nacional, Unidad Social Cristiana, Alianza Nacional Cristiana e Independiente. Gana Liberación Nacional y elige presidente a José María Figueres.
En 1998 tampoco se presentan coaliciones, aunque un partido se presenta como Pueblo Unido, y además de este participan Liberación Nacional, Unidad Social Cristiana, Rescate Nacional, Nacional Independiente, Demócrata, Partido Integración Nacional, Fuerza Democrática, Renovación Costarricense, Independiente, Nuevo Partido Democrático, Movimiento Libertario y Alianza Nacional Cristiana. Gana la Unidad Social Cristiana que postulaba el nombre de Miguel Ángel Rodríguez en la presidencia.

### Ruptura del bipartidismo (2002 en adelante)
En el 2002 van a las urnas los partidos Independiente Obrero, Movimiento Libertario, Acción Ciudadana, Renovación Costarricense, Integración Nacional, Liberación Nacional, Rescate Nacional, Alianza Nacional Cristiana, Partido Patriótico Nacional, Fuerza Democrática, Unión General, Unidad Social Cristiana y la Coalición Cambio 2000 integrada por los partidos Acción Democrática Alajuelense y Pueblo Unido. Durante este período se dio el sorpresivo apoyo recibido por el Partido Acción Ciudadana, que por primera vez un partido emergente y recién fundado obtuvo cantidades de votos similares a los dos partidos tradicionales, lo que generó un quiebre del bipartidismo tradicional que nunca se recuperó. Nadie logra los votos necesarios para ganar y se declara una segunda vuelta electoral entre Liberación Nacional y la Unidad Social Cristiana, ganando esta y declarando presidente a Abel Pacheco de la Espriella.
En el 2006 se presentan los partidos Integración Nacional, Renovación Costarricense, Fuerza Democrática, Unidad Social Cristiana, Rescate Nacional, Liberación Nacional, Movimiento Libertario, Acción Ciudadana, Unión Patriótica, Alianza Democrática Nacionalista, Patria Primero, Unión Nacional, Unión para el Cambio y la Coalición Izquierda Unida formada por los partidos Vanguardia Popular y el Partido Revolucionario de los Trabajadores. Un suceso de último momento ocurre: se le anulan por supuestas irregularidades al Rescate Nacional sus candidaturas a vicepresidente y diputados. Finalmente, con una brecha de votos muy pequeña entre Liberación Nacional y Acción Ciudadana, Óscar Arias Sánchez, del primero, gana la presidencia.
Para las elecciones del 2010 se fundó el partido Alianza Patriótica sobre la base de Acción Demócrata Alajuelense. Fue el único partido nuevo en presentarse a esas elecciones mientras que otros partidos no lograron reinscribirse ni presentaron candidatos, como el caso de Fuerza Democrática, Vanguardia Popular, Unión Nacional, Unión Patriótica y Unión para el Cambio. Otros partidos como Frente Amplio y Accesibilidad Sin Exclusión pasan de ser partidos provinciales de San José a partidos nacionales postulando candidatos presidenciales por primera vez. Alianza Patriótica e Integración Nacional deponen sorpresivamente sus candidaturas a favor de Ottón Solís del PAC pero finalmente gana Laura Chinchilla candidata de Liberación Nacional.
Para las elecciones del 2014 iniciaron el proceso de inscripción los partidos: a escala nacional Nueva Generación, Partido Centro Democrático y Social, Partido de los Trabajadores, Avance Nacional, Patria Nueva y Restauración Nacional, además de estos renuevan sus estructuras Accesibilidad Sin Exclusión, Acción Ciudadana, Alianza Patriótica, Frente Amplio, Integración Nacional, Liberación Nacional, Movimiento Libertario, Renovación Costarricense y Unidad Social Cristiana. De estos partidos todos menos dos (AP que apoya la candidatura del PAC y CDS que se abstiene de participar) presentan candidatos presidenciales. Los dos candidatos más votados fueron Luis Guillermo Solís Rivera de Acción Ciudadana y Johnny Araya Monge de Liberación Nacional. Al ninguno obtener el mínimo necesario de 40% de votos válidos se convoca a una segunda ronda por segunda vez en la historia del país, venciendo Solís por amplio margen.
En el 2018 se inscribieron tres partidos nuevos a escala nacional: Republicano Social Cristiano, Alianza Demócrata Cristiana y Liberal Progresista, escisiones del PUSC los dos primeros y el segundo una formación liberal nueva que competía con el Movimiento Libertario, sin embargo, el Liberal Progresista no presentó candidato presidencial. Los demás partidos fueron Accesibilidad Sin Exclusión, Acción Ciudadana, Frente Amplio, Integración Nacional, Liberación Nacional, Movimiento Libertario, Renovación Costarricense, Restauración Nacional y Unidad Social Cristiana. Los dos más votados resultan Fabricio Alvarado de Restauración y Carlos Alvarado de Acción Ciudadana que, al no lograr el 40% por tercera vez en la historia, debieron medirse en una segunda ronda resultando victorioso el segundo.

## Identificación partidaria
Mientras en los años noventa más del 90% de la población se identificaba con un partido político y la lealtad partidaria era muy fuerte, a partir del 2002 esta identificación fue decayendo al punto que actualmente cerca de la mitad de la población no se considera simpatizante de ningún partido según datos estadísticos de la Universidad de Costa Rica. Este mismo estudio establece que de entre los que sí se consideran como tales, el Partido Acción Ciudadana es el que tiene más partidarios (21%), seguido por el Partido Liberación Nacional (16%) y el Frente Amplio (6%), pero estos datos pueden variar considerablemente. Otra encuesta de Cid Gallup para Repretel y Central de Radios publicada en setiembre de 2014 muestra que la simpatía partidaria se distribuye en 23% para el PLN, 20% para el PAC (lo que representa un virtual empate entre estos dos partidos por el margen de error de 2%) y el PUSC como tercer partido con 7%. En encuesta de Borge y Asociados publicada en 2015 por Diario Extra  54% de los ciudadnoas manifestaron no tener partido político, 20,6% siguen al PLN, 13,7% al PAC, 5,5% al PUSC y 4,1% al FA.
El elector costarricense moderno es, según los especialistas, más crítico y las lealtades partidarias “por tradición” como solían darse previamente son mucho menos comunes. Decide su voto por factores como el candidato, sus ideas y personalidad, los debates, los programas de gobierno y la propaganda. Algunos analistas señalan que esto explica por qué, por ejemplo, el PAC tienen pocos votantes en las primarias (que requiere la afiliación al partido) pero obtiene respaldos muy superiores el día de las elecciones, lo que parece responder al hecho de que los votantes del PAC son más reacios a comprometerse formalmente con una afiliación al partido pero lo apoyan electoralmente o se deciden en último momento, lo contrario a los partidos tradicionales, particularmente el PLN, pues la última encuesta mostró que la mayor parte de los votos recibidos por su candidato respondieron a lealtad partidaria más que a su figura, lo opuesto en el caso del PAC y del FA.
La encuesta de CID Gallup publicada el 29 de mayo de 2019 reveló que las simpatías partidarias se dividen en 21% para el PLN, 10% para el PAC, 6% para el PUSC, 3% para Restauración Nacional y 1% para el FA, con un 57% de costarricenses que no se identifican con ningún partido.

### Geografía electoral
Existe también una cierta composición de la geografía electoral. En los ochenta y noventa el PUSC era fuerte en las provincias costeras o periféricas (Guanacaste, Puntarenas y Limón) mientras el PLN era fuerte en las metropolitanas (San José, Heredia, Alajuela y Cartago) Limón fue por muchas décadas uno de los bastiones del calderonismo pues ahí ganó la mayoría de elecciones entre 1953 y 1998. Cartago, por su parte, fue considerado mucho tiempo una de las provincias más fieles al liberacionismo, incluso sorprendiendo el hecho de que el PLN perdiera Cartago en las elecciones de 2014 frente al PAC.
A partir de la ruptura con el bipartidismo tradicional y la caída electoral del PUSC esto fue cambiando. Curiosamente el PLN se tornó fuerte en las provincias costeras y el PAC en las metropolitanas. El PAC en algunas provincias periféricas fue en los más recientes comicios el tercero o cuarto partido más votado detrás del PLN, FA y en algunos cantones el ML en las elecciones de 2014, pero, a la inversa, en algunos cantones metropolitanos como San José y San Ramón le ganó a los demás partidos por un margen muy amplio de más de 20% de los votos.
El PAC también tiene algunos bastiones entre los cantones. San Ramón, Heredia, Tibás, Moravia y Montes de Oca han sido ganados por el PAC en casi todas las elecciones (salvo la del 2010) y en los tres últimos ha ganado las alcaldías también.

### Demografía electoral
De acuerdo con estudios realizados por el Estado de la Nación, los votantes de los principales partidos tienen características socioeconómicas que los hacen más populares en ciertas clases sociales específicas. Así por ejemplo, los votantes del Partido Acción Ciudadana son en su mayoría personas de clase media y clase alta, lo contrario del izquierdista Frente Amplio cuyos electores parecen concentrarse principalmente entre las clases populares y los hogares de escasos recursos. El Movimiento Libertario tiene apoyo tanto entre las clases más ricas como entre las clases más pobres pero es débil entre la clase media. En cambio el Partido Liberación Nacional pareciera ser el único cuyos simpatizantes se distribuyen por igual entre todas las clases sociales pues tiene electores importantes en todos los estratos socioeconómicos por igual.
El voto por comunidad religiosa también varía, los costarricenses se dividen principalmente en tres grandes grupos; católicos (52%), evangélicos (22%) y arreligiosos (17%), con una diversidad de otras minorías que en conjunta suman un 3%. De acuerdo con el estudio realizado por la Escuela de Estadística de la Universidad de Costa Rica, un 50% de los votantes del Partido Acción Ciudadana son católicos, 30% son sin religión y solo 12% evangélicos, en el caso del candidato Fabricio Alvarado (entonces en Restauración Nacional) 70% de sus votantes fueron evangélicos y 30% católicos, mientras que los partidos Liberación Nacional y Unidad Social Cristiana son apoyados casi enteramente por católicos.

## Listado

### Partidos nacionales

#### Con representación parlamentaria
| Bandera | Partido                             | Tendencia ideológica                                   | Número de diputados (de 57) | Afiliación internacional                                                  | Reseña |
| ------- | ----------------------------------- | ------------------------------------------------------ | --------------------------- | ------------------------------------------------------------------------- | --- |
|         | Partido Liberación Nacional         | Tercera vía, Liberacionismo, Socialdemocracia          | 19                          | Internacional Socialista                                                  | Uno de los dos partidos tradicionales de Costa Rica, junto con el PUSC, ha formado parte de un sistema bipartidista desde 1982. Fue fundado en los años 50 y desde entonces ha sido una de las fuerzas políticas principales. |
|         | Partido Progreso Social Democrático | Conservadurismo liberal                                | 10                          | Ninguna                                                                   | Partido de gobierno para el período 2022-2026. |
|         | Partido Unidad Social Cristiana     | Socialcristianismo, Democracia cristiana, Calderonismo | 9                           | Organización Demócrata Cristiana de América/Unión Internacional Demócrata | Uno de los dos partidos tradicionales del país, obtuvo la presidencia en tres ocasiones y, aun antes, sus predecesores partidos y coaliciones calderonistas también obtuvieron la presidencia rotando con el PLN. Se vio azotado por una serie de escándalos de corrupción de sus presidentes lo que lo ha reducido a un porcentaje muy bajo respecto al otrora poderoso partido. |
|         | Partido Nueva República             | Derecha, Conservadurismo social                        | 7                           | Ninguna                                                                   | Fundado en 2018 por Fabricio Alvarado, escisión de Restauración Nacional que defiende posturas similarmente conservadoras. |
|         | Partido Liberal Progresista         | Liberalismo, Progresismo                               | 6                           | Internacional Liberal                                                     | Fundado en 2016 por el exviceministro de transportes durante la administración Rodríguez Echeverría, Eliécer Feinzaig. |
|         | Partido Frente Amplio               | Socialismo democrático, Izquierda revolucionaria       | 6                           | Foro de Sao Paulo                                                         | Principal partido de izquierda del país, en 2014 fue el tercer partido más votado y las encuestas lo ubicaron como una de las principales cuatro opciones. Ha dado la bancada más grande de izquierda al país desde 1948 cuando el Partido Comunista Costarricense obtuvo 9. |

#### Sin representación parlamentaria pero con representación municipal
| Bandera | Partido                              | Tendencia ideológica                                                      | Afiliación internacional           | Reseña |
| ------- | ------------------------------------ | ------------------------------------------------------------------------- | ---------------------------------- | --- |
|         | Partido Accesibilidad sin Exclusión  | Conservadurismo, Humanismo de derecha                                     | Ninguna                            | Partido fundado para promocionar los Derechos Humanos de las personas con discapacidad y adultos mayores. Ha sido muy criticado por sus posturas conservadoras respecto al tema de los Derechos Humanos para homosexuales y parejas infértiles ya que se opone a la legalización de las parejas gay y la fertilización in vitro. |
|         | Partido Acción Ciudadana             | Socialdemocracia, Progresismo                                             | Alianza Progresista                | Partido de gobierno. Fue por casi una década la segunda fuerza política del país, ha sorprendido por su crecimiento inesperado desde su fundación en el 2000 siendo el primer partido emergente (ni liberacionista ni calderonista) en lograr la presidencia.                                                                    |
|         | Partido Integración Nacional         | Partido atrapalotodo                                                      | Ninguna                            | Pequeño partido liderado por el médico Walter Muñoz. |
|         | Partido Nueva Generación             | Liberalismo económico, Conservadurismo social, Nacionalismo costarricense | Ninguna                            | Partido opuesto a la inmigración. |
|         | Partido Republicano Social Cristiano | Socialcristianismo, Republicanismo, Conservadurismo social, Calderonismo  | Unión de Partidos Latinoamericanos | Escisión del PUSC, fundado por el expresidente Rafael Ángel Calderón Fournier. |
|         | Unidos Podemos                       | Liberalismo                                                               | Ninguna                            | Escisión del Movimiento Libertario fundado por la exdiputada Natalia Díaz Quintana. |

#### Activos sin representación de ningún tipo
| Bandera | Partido                         | Tendencia ideológica                                       | Afiliación internacional                                      | Reseña |
| ------- | ------------------------------- | ---------------------------------------------------------- | ------------------------------------------------------------- | --- |
|         | Agenda Democrática Nacional     |                                                            | Ninguna                                                       | |
|         | Alianza Costa Rica Primero      |                                                            | Ninguna                                                       | Antes llamado Movimiento Social Demócrata Costarricense |
|         | Aquí Costa Rica Manda           |                                                            | Ninguna                                                       | Recién fundado para las elecciones generales de 2026. Antes llamado Fuerza Nacional. |
|         | Costa Rica Justa                | Socialdemocracia, Socialcristianismo, Populismo de derecha | Ninguna                                                       | Fundado por el diputado independiente derechista Dragos Dolanescu Valenciano, liderado por el exministro socialista Rolando Araya Monge para las elecciones de 2022. |
|         | De la Clase Trabajadora         | Trotskismo                                                 | Liga Internacional de los Trabajadores - Cuarta Internacional | Partido izquierdista liderado por sindicalistas, académicos y estudiantes universitarios. Antes llamado Partido de los Trabajadores. |
|         | Encuentro Nacional              | Agrarismo                                                  | Ninguna                                                       | Fundado por el exdiputado dirigente del grupo subversivo Movimiento Rescate Nacional Óscar Campos |
|         | Justicia Social Costarricense   |                                                            | Ninguna                                                       | |
|         | Movimiento Libertario           | Liberalismo, Libertarismo, Doctrina Social de la Iglesia   | Ninguna (exmiembro Internacional Liberal)                     | El primer partido liberal de la Segunda República, también mostró un crecimiento acelerado especialmente en las elecciones del 2006 y 2010, aunque bajó notablemente en 2014. Sin embargo sus posturas liberales han variado radicalmente de una elección a otra según sus críticos debido a motivaciones electorales o populistas. |
|         | Pueblo Unido                    | Marxismo-leninismo                                         | Ninguna                                                       | Nombre que ha tenido distintas formaciones de izquierda, a partir de una coalición de partidos en los años 70s, su encarnación actual es un partido político de escala nacional. |
|         | Pueblo Soberano                 |                                                            | Ninguna                                                       | Afín al chavismo. |
|         | Unión Costarricense Democrática | Sindicalismo                                               | Ninguna                                                       | Fundado por sindicatos de educación |
|         | Unión Liberal                   | Paleolibertarismo Liberalismo conservador                  | Ninguna                                                       | Escisión del Movimiento Libertario fundado por el exdiputado Otto Guevara Guth. |

Inactivos
| Bandera | Partido                             | Tendencia ideológica                             | Afiliación internacional | Reseña |
| ------- | ----------------------------------- | ------------------------------------------------ | ------------------------ | --- |
|         | Alianza Demócrata Cristiana         | Democracia cristiana, Conservadurismo social     | Ninguna                  | Escisión del PUSC fundado por el exdiputado Mario Redondo Poveda. |
|         | Alianza Patriótica                  | Socialdemocracia                                 | Ninguna                  | Originalmente era el partido provincial de izquierda Acción Demócrata Alajuelense, se inscribió a nivel nacional y cambió su nombre por Alianza Patriótica para las elecciones del 2010. |
|         | Partido Avance Nacional             | Democracia cristiana                             | Ninguna                  | Fundado por José Manuel Echandi en el 2013. |
|         | Partido Centro Democrático y Social | Liberalismo, Socialcristianismo                  | Ninguna                  | Fundado por diversas figuras como Rodolfo Méndez Mata, Roberto Tovar Faja, Ana Helena Chacón y Rodrigo Gutiérrez Schwanhausen. |
|         | Fuerza Democrática                  | Socialismo                                       | Ninguna                  | Partido izquierdista que tuvo protagonismo principalmente en los 90s, reactivado recientemente. |
|         | Partido Unión Nacional              | Liberalismo, Conservadurismo                     | Ninguna                  | Diferentes fuerzas políticas a lo largo de la historia han usado el nombre "Unión Nacional", desde 1903, habiendo llevado a la presidencia a figuras como Ascensión Esquivel Ibarra, Cleto González Víquez, Otilio Ulate Blanco y Mario Echandi Jiménez. Sin embargo la moderna encarnación del partido fue fundada en 2005. |
|         | Partido Patria Nueva                | Socialdemocracia, Socialcristianismo, Socialismo | Ninguna                  | Fundado por figuras provenientes de diversos partidos como José Miguel Corrales, Célimo Guido y Álvaro Montero Mejía. Aunque formalmente inscrito, dejó de operar en noviembre de 2018 y la mayor parte de su militancia y dirigencia se incorporó al Partido Integración Nacional.                                          |
|         | Renovación Costarricense            | Cristianismo político, Conservadurismo religioso | Ninguna                  | Partido cristiano evangélico costarricense enfocado principalmente en el electorado de religión protestante. Muy conservador en temas sociales. |
|         | Restauración Nacional               | Cristianismo político, Conservadurismo religioso | Ninguna                  | Partido cristiano evangélico costarricense, se dirige principalmente a la minoría protestante y a la defensa de posturas conservadoras. |

1. ↑  Estos partidos aparecen inscritos oficialmente ante el TSE pero no participan en elecciones. Por disposición de la Sala Constitucional que abrogó varios artículos del Código Electoral por inconstitucionales,[27] los partidos políticos costarricenses sólo pueden disolverse si participan en elecciones y reciben menos del mínimo de adhesiones requeridas para inscribirse. La no participación en elecciones no los disuelve como antaño, por lo que distintos partidos una vez fundados aparecen como inscritos aunque en la práctica no participan en elecciones ni renuevan estructuras.

### Partidos políticos locales
Los partidos políticos locales de Costa Rica se circunscriben a un cantón o provincia específica pero no son de escala nacional.

#### Partidos provinciales
| Activos - Actuemos Ya (Cartago) - Anticorrupción Costarricense (San José, San José) - Auténtico Limonense (Limón) - Comunal Unido (San José) - Compatriotas - Recuperando Valores (Limón) - Renovación Cartago (Cartago, Cartago) - Somos (Alajuela) - Unión Guanacasteca (Guanacaste) - Vamos (San José) - Yo Soy el Cambio (Limón) | Inactivos - Alianza Mayor (San José) - De los Transportistas (San José) - Fuerzas Unidas para el Cambio (San José) - Guanacaste Independiente (Guanacaste) - Movimiento de Trabajadores y Campesinos (Limón) - Patria Igualdad y Democracia (Puntarenas) - Patria Igualdad y Democracia (San José) - Restauración Herediana (Heredia) - Todos (San José) - Transparencia Cartaginés (Cartago) - Unión Agrícola Cartaginés (Cartago) - Verde Ecologista (Cartago) - Viva Puntarenas (Puntarenas) |

#### Partidos cantonales
| Activos - Acción Cantonal Siquirres Independiente (Siquirres, Limón) - Alianza por San José (San José, San José) - Alianza por Sarchí (Sarchí, Alajuela) - Alma Floreña (Flores, Heredia) - Auténtico Labrador de Coronado (Vázquez de Coronado, San José) - Auténtico Santacruceño (Santa Cruz, Guanacaste) - Auténtico Sarapiqueño (Sarapiquí, Heredia) - Avance Isidreño (San Isidro, Heredia) - Avance Montes de Oca (Montes de Oca, San José) - Bienestar Josefino (Central, San José) - Bienestar Rafaeleño (San Rafael, Heredia) - Curridabat Siglo XXI (Curridabat, San José) - Del Sol (Santa Ana, San José) - Demócrata (Vásquez de Coronado, San José) - Despertar Alajuelense (Alajuela, Alajuela) - Ecológico Comunal Costarricense (Desamparados, San José) - Ecológico Escazuceño (Escazú, San José) - En Común (Montes de Oca, San José) - Gente Montes de Oca (Montes de Oca, San José) - Gente Pro-Curri (Curridabat, San José) - Humanista de Montes de Oca (Montes de Oca, San José) - Independiente Belemita (Belén, Heredia) - Juntos SJO (San José, San José) - Justicia Social (Quepos, Puntarenas) - La Esperanza Desamparadeña (Desamparados, San José) - La Fuerza de la Unión (La Unión, Cartago) - La Gran Nicoya (Nicoya, Guanacaste) - Liberia Unida (Liberia, Guanacaste) - MÁS SAN JOSÉ (Central, San José) - Movimiento Alianza Santaneña (Santa Ana, San José) - Movimiento Avance Santo Domingo (Santo Domingo, Heredia) - Nandayure Progresa (Nandayure, Guanacaste) - Nueva Liberia (Liberia, Guanacaste) - Nueva Mayoría Griega (Grecia, Alajuela) - Organización Social Activa (Osa, Puntarenas) - Palmares Primero (Palmares, Alajuela) - Parrita Independiente (Parrita, Puntarenas) - Progreser (San Carlos, Alajuela) - Pueblo Garabito (Garabito, Puntarenas) - Puriscal en Marcha (Puriscal, San José) - Recicladores y Visionarios (San Ramón, Alajuela) - Renovando Esperanzas Nuevas (San José, San José) - Renovemos Alajuela (Alajuela, Alajuela) - Sentir Heredia (Heredia, Heredia) - Somos Moravia (Moravia, San José) - Terra Escazú (Escazú, San José) - Todos por Goicoechea (Goicoechea, San José) - Turrialba Primero (Turrialba, Cartago) - Único Abangareño (Abangares, Guanacaste) - Unidos Para el Desarrollo (Mora, San José) - Unidos por Escazú (Escazú, San José) - Unión Domingueña (Santo Domingo, Heredia) - Unión Griega (Grecia, Alajuela) - Unión Guarqueño (El Guarco, Cartago) - Unión Oromontana (Montes de Oro, Puntarenas) - Viva Puerto Jiménez (Puerto Jiménez, Puntarenas) - Yunta Progresista Escazuceña (Escazú, San José) | Inactivos - Acción Naranjeña (Naranjo, Alajuela) - Acción Quepeña (Quepos, Puntarenas) - Acuerdo Cantonal Desamparadeño (Desamparados, San José) - Acuerdo de Alianza de Quepos (Quepos, Puntarenas) - Alianza por Palmares (Palmares, Alajuela) - Alianza Sancarleña (San Carlos, Alajuela) - Alianza Social por la Unión (La Unión, Cartago) - Auténtico Nicoyano (Nicoya, Guanacaste) - Barva Unida (Barva, Heredia) - Cantonal de Carrillo (Carrillo, Guanacaste) - Ciudadanía Goicoechea (Goicoechea, San José) - Ciudadanos Libres (Goicoechea, San José) - Civíco de Tibás Fuenteovejuna (Tibás, San José) - Corredores en Acción (Corredores, Puntarenas) - Demócrata Costarricense (San José, San José) - Desarrollo Talamanqueño (Talamanca, Limón) - El Puente y los Caminos de Mora (Mora, San José) - Fuerza Democrática Desamparadeña (Desamparados, San José) - Fuerza Sarchiseña (Sarchí, Alajuela) - Garabito Ecológico (Garabito, Puntarenas) - Goicoechea en Acción (Goicoechea, San José) - Guanacaste Primero (Nicoya, Guanacaste) - Independiente Escazuceño (Escazú, San José) - Integración Barbareña (Santa Bárbara, Heredia) - Justicia Generaleña (Pérez Zeledón, San José) - Liga Ramonense (San Ramón, Alajuela) - Limón Independiente (Limón, Limón) - Progreso Comunal Desamparadeño (Desamparados, San José) - Puriscaleños de Corazón (Puriscal, San José) - Reciclarte (San Ramón, Alajuela) - Rescate Cantonal La Unión (La Unión, Cartago) - Restauración Parriteña (Parrita, Puntarenas) - Soberano (San José, San José) - Solidaridad (San José, San José) - Tarrazú Primero (Tarrazú, San José) - Todo por Flores (Flores, Heredia) - Unión Ateniense (Atenas, Alajuela) - Unión Caribeña (Pococí, Limón) - Unión Generaleña (Pérez Zeledón, San José) - Unión Palmareña (Palmares, Alajuela) - Unión Poaseña (Poás, Alajuela) |

### Partidos desaparecidos

#### Primera República
| - Confraternidad Guanacasteca - Partido Agrícola - Partido Civil - Partido Constitucional Democrático - Partido Constitucional - Partido Convención Constitucional - Partido Comunista Costarricense - Partido Demócrata - Partido Independiente Demócrata - Partido Liberal Progresista - Partido Nacional | - Partido Peliquista - Partido del Pueblo - Partido Reformista - Partido Republicano - Partido Republicano Nacional - Partido Socialista Costarricense - Partido Social Demócrata - Partido Unión Nacional - Sección Costarricense de la APRA - Unión Católica |

#### Segunda República
La mayoría de estos partidos fueron muy pequeños y tuvieron un caudal electoral muy bajo, o bien solo consiguieron algunos diputados. Excepciones son Unificación Nacional y Unión Nacional que ambos lograron llevar sus candidatos a la presidencia de la República. Otros como Vanguardia Popular tienen una larga trayectoria histórica pero no lograron reinscribirse en el 2010. Algunos aunque perdieron su inscripción electoral o nunca la tuvieron continúan funcionando como partidos políticos no inscritos, particularmente en el caso de la extrema izquierda PRT, PST, PPC, etc.)
| - Alianza Democrática Nacionalista (ADN, nacionalista) - Alianza Nacional Cristiana (ANC, partido cristiano religioso) - Coalición Izquierda Unida (CIU, extrema izquierda) - Frente Popular Costarricense (FPC, izquierda) - Fuerza Democrática (FD, izquierda) - Nueva Liga Feminista (NLF, feminismo e izquierda) - Partido Acción Democrática Popular (PADP, socialdemócrata) - Partido Acción Socialista (PASO, izquierda) - Partido Independiente (PI, socialdemócrata) - Partido Independiente Obrero (PIO, izquierda) - Partido Patriótico Nacional (PPN, nacionalista, extrema derecha) - Partido Organización Socialista de los Trabajadores (POST, extrema izquierda) - Partido Revolucionario de los Trabajadores Centroamericanos (PRTC, izquierda) | - Partido Unificación Nacional (PUN, conservador) - Partido Unión Generaleña (PUGEN, agrarista) - Patria Primero (PP, partido católico) - Pueblo Unido (coalición de izquierda) - Rescate Nacional (RN, socialismo) - Partido Socialista Costarricense (PSC, izquierda) - Unión Cívica Revolucionaria (UCR, extrema derecha) - Unión para el Cambio (UPC, socialdemócrata) - Unión Patriótica (Costa Rica) (UP, socialdemócrata) - Partido del Pueblo Costarricense (PPC, comunismo). - Partido Revolucionario de las Trabajadoras y los Trabajadores (PRT, trotskismo) - Partido Socialista de los Trabajadores (PST, extrema izquierda) - Vanguardia Popular (VP, marxismo-leninismo) |

## Ideologías
Como en todos los países, los partidos políticos costarricenses se vinculan a diferentes ideologías. Los dos partidos tradicionales se han alineado históriamente con la socialdemocracia en el caso del Partido Liberación Nacional y la democracia cristiana en el caso del Partido Unidad Social Cristiana, aunque ambos son criticados fuertemente por sus detractores como partidos que han promovido una agenda neoliberal volviéndose contra sus principios sociales. En todo caso dada su larga trayectoria histórica y la existencia de distintas tendencias (muchas de ellas personalistas) dentro de sus estructuras el tema de sus ideologías es muy complejo.
Quizás el más polifacético de todos los partidos es el Partido Acción Ciudadana que ha agrupado personalidades de pensamiento socialdemócrata, socialcristiano, liberal, socialista, comunista, sin ideología específica, e incluso conservadores. Esto quizás por su característica de haber sido como un imán de los disidentes de todos los demás partidos tradicionales, incluyendo los de izquierda, habiendo tomado personalidades del PLN, el PUSC, Fuerza Democrática y otros más. En general se le clasifica por el algo ambiguo y genérico término de "progresista", de "centro" o "centro-izquierda".
El Movimiento Libertario nuevamente es un partido que genera confusión en su ideología. Sus planteamientos políticos se alejan mucho del nombre "libertario" y algunos lo tachan de neoliberal o hasta lo han acusado de extrema derecha. El partido es oficialmente liberal pero recientemente ha sufrido una fuga importante de integrantes que no se sienten representados como liberales y han fundado otros partidos como el Partido Liberal Progresista (que utiliza el mismo nombre del antiguo partido de 1889) y Nueva Generación.
Similarmente el principal partido de izquierda, el Frente Amplio, aglutina distintas formas y grupos de izquierdas como socialismo democrático, comunismo, bolivarianismo, socialdemocracia y progresismo.
El conservadurismo está representado en la Asamblea principalmente por los partidos cristianos.
También existen algunos grupos tanto de extrema izquierda como de extrema derecha. La izquierda revolucionaria está conformada por agrupaciones anarquistas, trotskistas, maoístas, marxistas-leninistas ortodoxas, etc., usualmente conformadas por estudiantes universitarios jóvenes, similarmente en la extrema derecha suele tratarse de grupos de jóvenes skinheads de bajos recursos adeptos al neonazismo. Estos grupos radicales casi no tienen impacto en la política costarricense ni ninguna relevancia salvo alguna que otra cobertura mediática amarillista.
Otro fenómeno propio de Costa Rica es el llamado "ideologismo criollo" que consiste en adaptar las ideologías internacionales a la supuesta identidad cultural de los ticos creando una nueva ideología que no necesariamente coincide con todo respecto al movimiento internacionalmente. Ejemplos de ello han sido el "comunismo a la tica" y el calderonismo.
Es importante resaltar que los partidos políticos costarricenses desde sus orígenes han sido eminentemente personalistas en muchos casos fundados en torno a un caudillo y no a una propuesta ideológica. Esta costumbre caudillista se ha mantenido por toda la historia política contemporánea y, aunque algunos partidos han intentado distanciarse, lo cierto es que es común que la mayoría de los votantes apoyen candidatos por su popularidad o porque se sienten atraídos hacia la persona, indisntitamente de la propuesta programática o la ideología de su partido. También es común el voto por tradición familiar y el llamado "voto útil" que consiste en lo inverso; votar por el segundo lugar que tenga más posibilidades de impedir el gane de un candidato al que adversan o hacia el que sienten rechazo. Siendo así, en muchos casos la ideología política del partido termina siendo algo cosmético y en algunos casos mutable. Adicionalmente es común que muchos partidos por razones ya sean electorales o populistas, modifican sus propuestas radicalmente según quien sea candidato o según lo que esté percibido como más popular en el momento, así desviándose o incluso contradiciendo los postulados y principios tradicionales de sus ideologías o actuando muy diferente a como actúan sus partidos hermanos u organizaciones internacionales de la misma ideología en otros países. Mientras otros partidos, como el caso de Acción Ciudadana, evitan en la medida de lo posible encasillarse en una ideología estable y prefieren hacer énfasis en temas no ideológicos, como la ética. Por otro lado los partidos de izquierda tienden a ser más consecuentes ideológicamente pero su impacto en la política es bastante pequeño y por lo general obtienen pocos o ningún diputado.

### Socialdemocracia
El primer partido político costarricense oficialmente socialdemócrata fue el Partido Liberación Nacional que ingresó a la Internacional Socialista en los años 60 bajo el gobierno de Daniel Oduber Quirós, aún antes existió el Partido Social Demócrata fundado por la unión de una rama disidente del Partido Demócrata junto al CEPP en los años 40. Este partido nunca estuvo oficialmente afiliado a la Internacional Socialista ni reivindicó jamás el socialismo democrático o la socialdemocracia, el nombre era simplemente una coincidencia histórica.
Según algunos analistas Liberación Nacional ha girado cada vez más a la derecha con el paso de los años. Distintos críticos de todas las ideologías e incluso personalidades dentro del partido como el expresidente Luis Alberto Monge aseguran que ya no puede considerarse al PLN como un partido realmente socialdemócrata. Se le critica, por ejemplo, su apoyo al Tratado de Libre Comercio con Estados Unidos, a los Programas de Ajueste Estructural de la administración Figueres, a la minería a cielo abierto en Crucitas y la explotación petrolera (ambas iniciativas frenadas gracias a movimientos sociales y ecológicos y partidos de oposición), entre otras. En el año 2000 se funda el Partido Acción Ciudadana mayormente por ex liberacionistas y acuden a las elecciones del 2002 logrando un crecimiento inesperado e histórico en el, hasta entonces, rígido sistema bipartidista costarricense. Para el 2005 recibe la adhesión de la Instancia Socialdemócrata, grupo de pensadores que solían pertenecer al PLN y luego de otras figuras liberacionistas como Luis Guillermo Solís. Sin ser oficialmente socialdemócrata y habiendo mantenido un empeño en no identificarse oficialmente con ninguna ideología, en la práctica el PAC es para los medios y muchos analistas para todos los efectos el partido socialdemócrata del país y el que ha captado a la mayoría de académicos y pensadores socialdemócratas que han salido del PLN.
Otros esfuerzos por fundar un partido (a juicio de sus fundadores) realmente socialdemócrata que le haga la contra al PLN han sido Unión para el Cambio de Antonio Álvarez Desanti para las elecciones del 2006 y Alianza Patriótica de Rolando Araya para las del 2010, ambos partidos no tuvieron resultados electorales alentadores obteniendo 3% de los votos y sin lograr diputados ni regidores. Algo similar ocurrió años atrás con partidos socialdemócratas de los años 60 como el Partido Independiente y el Partido Acción Democrática Popular que tampoco tuvieron buenos resultados electorales y en algún momento sus líderes regresaron a Liberación Nacional, como lo hicieran Araya (hasta 2014) y Desanti. Hasta ahora no se ha logrado emular el éxito del PAC en adueñarse del votante socialdemócrata no liberacionista. También existen grupos socialdemócratas dentro del izquierdista Frente Amplio.
En todo caso, se considera que la socialdemocracia está representada actualmente por: un sector del Partido Liberación Nacional usualmente contraria a la tendencia arista (señalada como "de derecha") y que gira en torno a la familia Araya-Monge, un sector importante del Partido Acción Ciudadana y un sector dentro del Partido Frente Amplio.

### Democracia cristiana
Los orígenes del socialcristianismo en Costa Rica se remontan a precedentes como la Unión Católica y el Partido Reformista de Jorge Volio Jiménez, ambos con fuerte componente católico, y llegan a la época de las Garantías Sociales y la alianza del Partido Republicano Nacional de Rafael Ángel Calderón Guardia con la iglesia católica bajo Víctor Sanabria y el Partido Comunista Costarricense de Manuel Mora Valverde siendo el calderonismo un movimiento político eminentemente católico. Sin embargo el primer partido oficialmente democristiano fue el Partido Demócrata Cristiano de los años 70 fundado por el filósofo Luis Barahona Jiménez tras entrar en contacto con la democracia cristiana en un viaje a España y que postuló dos veces a la presidencia a Jorge Arturo Monge Zamora, su único diputado en la historia. Formó parte de la Coalición Unidad de oposición a Liberación Nacional y dio contenido ideológico cuando esta coalición se fusionó en el Partido Unidad Social Cristiana en 1983. Desde entonces el PUSC ha sido el partido oficialmente socialcristiano y miembro de la Internacional Demócrata Cristiana. El PUSC fue uno de los dos grandes partidos políticos costarricenses desde esa fecha habiendo llegado al poder en 1990, 1998 y 2002. Tras una serie de escándalos de corrupción que empañaron a sus expresidentes Miguel Ángel Rodríguez y Rafael Ángel Calderón Fournier (este último líder histórico del partido) y la impopularidad de la administración Abel Pacheco, el partido sufrió una dura derrota en las elecciones del 2006 (su candidato obtuvo 3% de los votos) y muchos de sus miembros destacados desertaron a otros partidos como Víctor Morales Mora y Gloria Valerín al PAC y la Asociación Nacional de Fomento Económico (Think tank de pensamiento liberal dentro del PUSC) al Movimiento Libertario.
Actualmente existe un sector socialcristiano importante dentro del PAC apenas por debajo del sector socialdemócrata, otro dentro del Movimiento Libertario y en el propio Partido Unidad Social Cristiana como el grupo Renacer Socialcristiano enfrentado al calderonismo. Grupos de socialcristianos disidentes han fundado tres partidos recientemente: Partido de Centro Democrático y Social por parte de varias figuras ex socialcristianas, Alianza Demócrata Cristiana por el expresidente del Congreso Mario Redondo Poveda, y Partido Republicano Social Cristiano por figuras cercanas al expresiente Rafael Ángel Calderón Fournier. 

### Liberalismo
Costa Rica estuvo dominada por los liberales por la mayor parte de su historia desde la independencia plena del Imperio de Iturbide hasta la guerra del 48. Todos los presidentes de este período fueron liberales quienes crearon lo que los historiadores suelen llamar el Estado Liberal (1870-1940) durante el cual se realizaron una serie de reformas como la secularización de la educación y los cementerios, se expulsó a los jesuitas y al obispo Bernardo Augusto Thiel y se fomentó el desarrollo económico y social. La hegemonía liberal respondía, según Iván Molina, a que el presidente era electo de acuerdo a una serie de alianzas políticas entre familias de la burguesía cafetalera, el ejército y la oligarquía, dominadas por los liberales.
El primer partido de pensamiento liberal fue el Partido Nacional, sin embargo distintos partidos políticos importantes de la Primera República tuvieron componentes ideológicos difusos ligados al liberalismo como el Partido Republicano Nacional y el Partido Unión Nacional. Presidentes de pensamiento liberal en el período de la Segunda República (posterior a 1948) han sido Mario Echandi y José Joaquín Trejos.
El principal partido liberal histórico fue el Partido Unión Nacional de Otilio Ulate y Mario Echandi, ambos presidentes de la república gracias a este partido. Dicho partido fue revivido tras décadas de inactividad por el ex socialcristiano José Manuel Echandi Meza (sobrino de Mario Echandi) para ser candidato presidencial en el 2006 obteniendo solo una diputación y siendo expulsado de Unión Nacional poco después por disputas con la dirigencia del Partido, el cual no se reinscribió para el 2010. 
Existe un grupo de pensamiento liberal llamado ANFE. Dicha asociación se mantuvo por muchos años dentro del Partido Unidad Social Cristiana cuando era el mayor partido de derecha del país (luego dio la adhesión al Movimiento Libertario), junto a un círculo de pensamiento liberal dentro de este partido en el cual suele asociarse incluso a la figura del expresidente Miguel Ángel Rodríguez Echeverría.
Posteriormente para las elecciones de 1998 se funda el Movimiento Libertario por Otto Guevara, Federico Malavassi y Raul Costales (estos dos últimos al final dejarían la agrupación política, aunque Malavassi regresaría en 2017), sin embargo, tanto Costales como Malavassi y otros ex libertarios criticaron al ML y a Guevara de haber traicionado sus principios ideológicos asumiendo posturas cada vez más populistas o contrarias al liberalismo con fines electoreros. Así por ejemplo, el partido originalmente era partidario de la despenalización de las drogas y la legalización del consumo a título personal en 1998, mientras para las elecciones del 2006 (cuando la inseguridad ciudadana era un tema álgido) Guevara asumió un rol de "mano dura" contra las drogas y la delincuencia. El ML ha variado continuamente sus postulados ideológicos según la percibida popularidad o impopularidad de los mismos en el momento.
Actualmente la mayoría de liberales están afiliados al Movimiento Libertario, otros tanto han migrado al Liberal Progresista, existe un sector importante de personas de pensamiento liberal dentro del Partido Unidad Social Cristiana liderado por Rodolfo Piza en especial tras la salida del calderonismo habiendo dejado al PUSC en manos de la facción liberal histórica, así como grupos que se separaron del Movimiento Libertario intentando fallidamente fundar un nuevo partido liberal, que finalmente dieron su adhesión al Partido Centro Democrático y Social fundado en 2012 y actualmente inactivo. Dentro de las filas del Partido Acción Ciudadana hay algunos sectores de pensamiento socio liberal y liberal cultural.

### Conservadurismo
El Partido Integración Nacional, activo desde 1996 pero que no ha obtenido diputados desde 1998, es también oficialmente conservador. El conservadurismo social de tinte religioso está representado en la asamblea por los partidos cristianos Renovación Costarricense y Restauración Nacional. El Partido Accesibilidad Sin Exclusión es ampliamente considerado conservador aunque esta no es su ideología oficial, ya que se opone a temas controversiales como el reconocimiento de las uniones de parejas del mismo sexo, la fertilización in vitro, el aborto y el estado laico.

### Comunismo e Izquierda delSigloXXI(no comunista)
El primer partido comunista fue el Partido Comunista Costarricense luego llamado Vanguardia Popular en los años 30 y que fue ilegalizado tras la guerra civil de 1948. Vanguardia Popular junto al Partido Socialista Costarricense y Acción Democrática Alajuelense conformaron la coalición Pueblo Unido que tuvo cierto protagonismo cuando el comunismo fue de nuevo legal en los años 70. Manuel Mora Valverde, líder histórico de Vanguardia, se saldría y fundaría el Partido del Pueblo Costarricense mientras que Isaac Felipe Azofeifa también figura importante de VP se separaría fundando Fuerza Democrática que fue la tercera fuerza política durante los años 90. Sin embargo en general estos partidos obtenían siempre entre 1 y 3 diputados. No tuvo representación alguna la izquierda en la Asamblea Legislativa tras las elecciones del 2002. En el 2005 se funda el Frente Amplio por el exdiputado por Fuerza Democrática José Merino del Río obteniendo una diputación en 2006 y otra en 2010. Importante figuras de la izquierda emigraron también al Partido Acción Ciudadana como Alberto Salom y Rodrigo Gutiérrez. Además de Pueblo Unido otras coaliciones de fuerzas de izquierda han sido Cambio 2000 y Coalición Izquierda Unida ambas sin ningún éxito electoral
También existen innumerable cantidad de partidos pequeños de extrema izquierda, la mayoría muy pequeños como para inscribirse formalmente ante el Tribunal Supremo de Elecciones y no logran cargos de elección popular (PPC, PRT, PST, etc). Solo el Partido Frente Amplio ha logrado representación en la Asamblea y algunas municipalidades en los últimos años y algunas figuras de izquierda a través del PAC.
Existió una guerrilla de izquierda revolucionaria llamada La Familia que tuvo una muy breve duración y fue rápidamente disuelta por las autoridades policiales y sus integrantes asesinados en el año 1981.

### Ideologías Totalitarias
Según historiadores judíos hubo diversos presidentes costarricenses admiradores del fascismo europeo, entre ellos León Cortés, Rafael Ángel Calderón y Otilio Ulate.
Existió entre las décadas de 1930 y 1940 una delegación local del NSDAP/AO, compuesto por un grupo de simpatizantes del Partido Nacionalsocialista Obrero Alemán, sin participación en elecciones locales. Su líder, el ingeniero Max Effinger tuvo un alto cargo en migración bajo el gobierno de Cortés.
El principal movimiento considerado  en los años 1980 fue el anticomunista Movimiento Costa Rica Libre que, sin embargo, nunca fue un partido político. Durante los 1990 surgieron grupos neonazis ninguno de los cuales está oficialmente inscrito ante las autoridades electorales.

### Ecologismo
Hay dos partidos políticos que se pueden clasificar acá por sus fuertes tendencias verdes: Autónomo Oromontano, y Verde Ecologista. El primero cantonal y el segundo provincial. Además podemos incluir otros dos grupos cantonales: Garabito Ecológico, Organización Social Activa y Talamanca Unida. Estos últimos dos participaran por primera vez en los comicios de 2010. También existen grupos ecologistas importantes en torno a los partidos Acción Ciudadana y Frente Amplio.

### Otras ideologías
Mayormente en partidos locales pueden verse distintas ideologías, por ejemplo, el humanismo se encuentra representado en dos partidos cantonales Partido Humanista de Montes de Oca. El agrarismo en partidos como Unión Agrícola Cartaginés y al grupo cantonal Aúténtico Labrador de Coronado, así como los sectores campesinos del Movimiento de Trabajadores y Campesinos (provincial de Limón) y el Partido Acción Democrática Alajuelense que en el 2010 cambió su nombre a Alianza Patriótica.